# Кватростраде (Кјети)
Кватростраде (итал. Quattrostrade) је насеље у Италији у округу Кјети, региону Абруцо.
Према процени из 2011. у насељу је живело 11 становника. Насеље се налази на надморској висини од 51 м.